# Synagoga Chorszul
Synagoga Chorszul se nacházela v polském Bělostoku v bývalé židovské čtvrti v centru města.
Synagoga byla postavena v roce 1834 z iniciativy a z peněz bohaté a vlivné rodiny Zabłudowských. Někdy se také synagoga nazývá Zabłudowská. Byla první v Bialystoku, která měla chór. Během druhé světové války, při likvidaci ghetta v roce 1943, nacisté vypálili i budovu synagogy. Po válce už nebyla obnovena.